# Panipak Wongpattanakit
Panipak Wongpattanakit, taj. พาณิภัค วงศ์พัฒนกิจ (ur. 8 sierpnia 1997 w Surat Thani) – tajska zawodniczka taekwondo, dwukrotna mistrzyni olimpijska, brązowa medalistka olimpijska z Rio de Janeiro (2016), trzykrotna medalistka mistrzostw świata.
W 2014 roku zdobyła złoty medal igrzysk olimpijskich młodzieży w Nankinie w kategorii do 44 kg. Dwa lata później wzięła udział w igrzyskach olimpijskich w Rio de Janeiro. Zdobyła brązowy medal olimpijski w kategorii do 49 kg. W ćwierćfinale pokonała ją późniejsza mistrzyni olimpijska Kim So-hui, w repasażach zwyciężyła w pojedynkach z Julissą Diez i Itzel Manjarrez). 
W 2015 i 2019 roku zdobyła złote, a w 2017 roku srebrny medal mistrzostw świata, w 2017 i 2019 roku dwa złote medale uniwersjady, w 2018 roku złoty, a w 2014 roku brązowy medal igrzysk azjatyckich, w 2014 i 2016 roku dwa złote medale mistrzostw Azji, a w latach 2013–2019 trzy medale igrzysk Azji Południowo-Wschodniej (dwa złote w 2017 i 2019 roku oraz srebrny w 2013 roku).